# Richea dracophylla
Richea dracophylla är en ljungväxtart som beskrevs av Robert Brown. Richea dracophylla ingår i släktet Richea och familjen ljungväxter. Inga underarter finns listade i Catalogue of Life.